# Elektrit Wilno
Elektrit Wilno – polski klub piłkarski z Wilna, założony w 1936, rozwiązany w 1939 roku.

## Historia i opis klubu
Robotniczy Klub Sportowy Elektrit Wilno powstał w 1936 roku przy wileńskich zakładach radiotechnicznych Elektrit z inicjatywy pracowników fabryki. Oprócz sekcji piłkarskiej klub posiadał sekcję pływacką, która w 1938 roku zdobyła Mistrzostwo Wilna w piłce wodnej, oraz sekcję bokserską. Największym sukcesem sekcji piłkarskiej było zajęcie 5. miejsca w wileńskiej Klasie A w 1938 roku.

## Sukcesy
- 5. miejsce w wileńskiej Klasie A (II poziom) – 1938

## Stadion
Elektrit domowe mecze rozgrywał na stadionie na Górze Bouffałowej w Wilnie.

## Sekcja bokserska
Zawodnikami sekcji bokserskiej klubu byli medaliści Mistrzostw Polski w 1939 roku Stanisław Lendzion i Józef Blum.